# Augochloropsis acidalia
Augochloropsis acidalia är en biart som först beskrevs av Smith 1879.  Augochloropsis acidalia ingår i släktet Augochloropsis och familjen vägbin. Inga underarter finns listade.